# Елий Лиг
Елий Лиг (на латински: Aelius Ligus) е политик на Римската република през 1 век пр.н.е. Произлиза от фамилията Елии, клон Лиг.
През 58 пр.н.е. той е народен трибун. В опозиция е при гласуването на Сената през 57 пр.н.е. за завръщането на Цицерон от Гърция.